# Glyptobasis brunnea
Glyptobasis brunnea är en insektsart som beskrevs av Peter Esben-Petersen 1913. 
Glyptobasis brunnea ingår i släktet Glyptobasis och familjen fjärilsländor. Inga underarter finns listade i Catalogue of Life.